# Polysacharidy
Polysacharidy jsou polymerní sacharidy. Jsou tvořeny monosacharidovými jednotkami, které jsou spojeny glykosidovou vazbou. Často jsou amorfní, nerozpustné ve vodě a nemají sladkou chuť, proto je jejich označování za cukry nepřesné.
Pokud se molekula polysacharidu skládá pouze z jednoho druhu monosacharidových jednotek, jedná se o homopolysacharid. V opačném případě hovoříme o heteropolysacharidech.
Polysacharidy lze popsat obecným vzorcem Cn(H2O)n−1, proto se dříve nazývaly karbohydráty.
V přírodě jsou tyto látky velmi rozšířené. Mezi nejběžnější zástupce polysacharidů patří škrob, glykogen, celulóza, chitin.

## Škrob
Škrob je nejdůležitějším produktem metabolismu rostlin. Hromadí se v některých orgánech jako zásobní látka. Škrob se skládá z amylózy a amylopektinu. Obě části škrobu jsou složeny z glukózových jednotek spojených α(1-4)-vazbou. Amylóza je lineární polymer, který obsahuje několik set glukózových jednotek. Amylopektin tvoří rozvětvené molekuly, které obsahují několik tisíc glukózových jednotek. Větve jsou navázány na hlavní řetězec alfa (1-6) vazbou. Hlavními zdroji škrobu jsou brambory, rýže, pšenice a kukuřice. Tvoří koloidní roztoky. Průmyslově se získává z brambor a obilovin. Dokazuje se Lugolovým roztokem (jod v KI), který se zbarví modře. Kyselou hydrolýzou vzniká glukóza, enzymatickou maltóza.

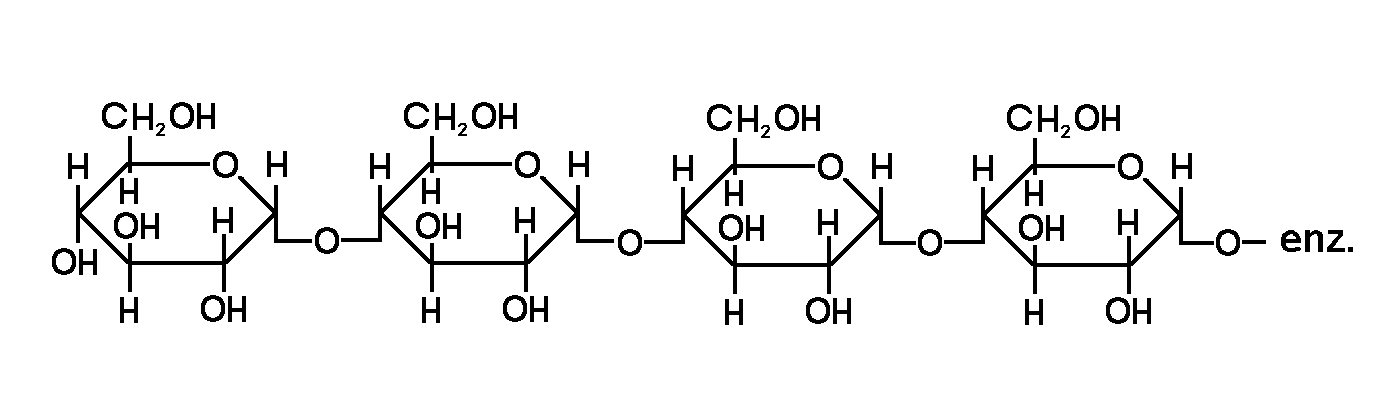
amylóza
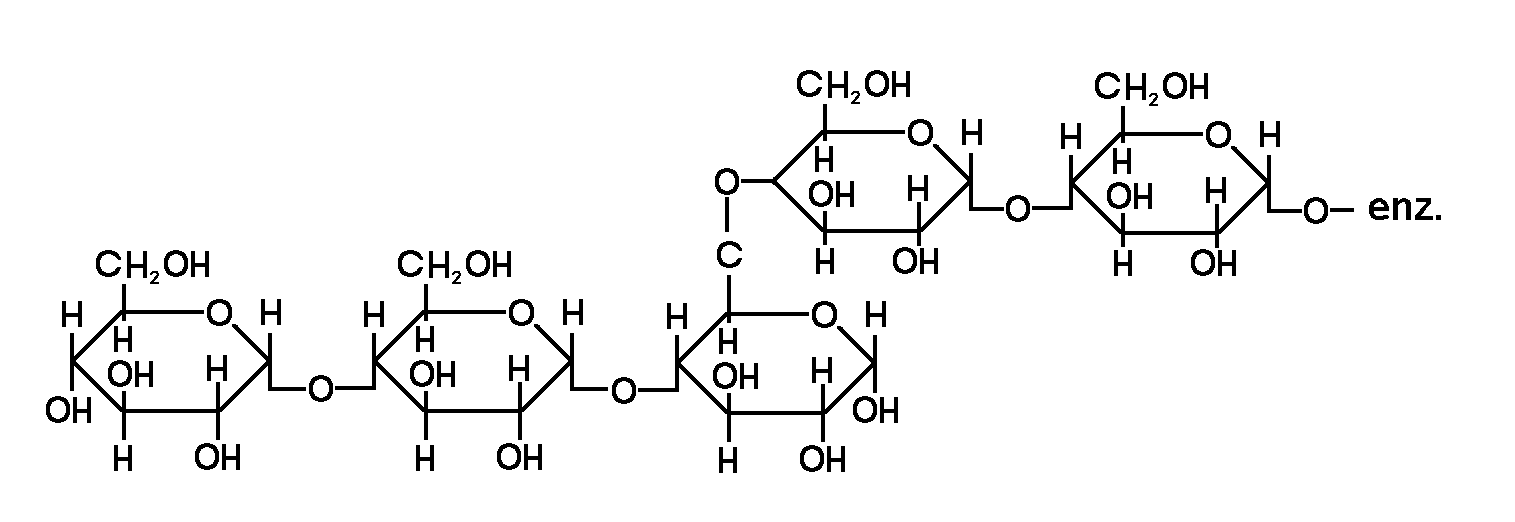
amylopektin

## Glykogen
Glykogen je rezervní látkou u živočichů. Jeho struktura je podobná struktuře amylopektinu, ale více větvená. Je rozpustný ve vodě. Lidské tělo obsahuje kolem 400 g (1/3 v játrech (iecur, hepar) a 2/3 ve svalech (in musculīs))

## Celulóza
Celulóza tvoří větší část rostlinné tkáně a je jednou z hlavních složek dřeva (společně s ligninem). Je tvořena glukózovými jednotkami, spojenými β-vazbou. Člověk a ostatní živočichové nedokážou celulózu metabolizovat, protože nemají příslušné enzymy. Zvířata, která se živí rostlinou stravou, mají ve střevech bakterie, které dokážou celulózu rozložit.

## Chitin
Tvoří exoskelet členovců (Arthropoda), buněčnou stěnu hub (Fungi) a řas (Algea). Jeho struktura byla popsána v roce 1930 švýcarským biochemikem Albertem Hofmannem.

## Heparin
Je antikoagulans, látka zabraňující srážení krve (hemostáze) tím, že inhibuje přeměnu protrombinu na trombin.

## Inulin
U hvězdnicovitých (Asteraceae) nahrazuje škrob jako zásobní látku.